# Thập niên 790
Thập niên 790 hay thập kỷ 790 chỉ đến những năm từ 790 đến 799.